# Leptotyphlops melanotermus
Leptotyphlops melanotermus är en kräldjursart som beskrevs av Cope 1862. Leptotyphlops melanotermus ingår i släktet Leptotyphlops och familjen Leptotyphlopidae. Inga underarter finns listade i Catalogue of Life.
Artens taxonomiska status är omstridd. Enligt Reptile Database är Leptotyphlops melanotermus ett synonym till en art av släktet Epictia.